# Ashley Jensen
Ashley Jensen (Annan, 1969. augusztus 11. –) skót színésznő, szinkronszínésznő.
2005–2007 között a Futottak még… című brit sorozat szereplője volt, mellyel Primetime Emmy-díjra jelölték. Ezt követően Christina McKinneyt alakította a Ki ez a lány? epizódjaiban (2006–2010). 2014-től az Agatha Raisin címszereplője, 2023-tól a Shetland egyik főszerepét kapta meg.

## Magánélete
Első férjét, Terence Beesley színészt a Lear király színpadi előadásán ismerte meg, melyben mindketten szerepeltek. Egy fiuk született. Beesley 2017 novemberében hunyt el, a nyomozás során megállapították, hogy halálát önkezűség okozta.
Jensen 2023-ban házasodott össze Kenny Doughty színésszel.

## Filmográfia

### Film
| Év   | Magyar cím                     | Eredeti cím                                   | Szerep                              | Magyar hang          |
| ---- | ------------------------------ | --------------------------------------------- | ----------------------------------- | -------------------- |
| 1991 |                                | Tickets for the Zoo                           | Eleanor                             |                      |
| 1999 | Tingli-tangli                  | Topsy-Turvy                                   | Miss Tringham                       |                      |
| 2005 | Bikatöke                       | A Cock and Bull Story                         | Lindsey                             |                      |
| 2009 | Karácsonyi misztérium          | Nativity!                                     | Jennifer Lore                       |                      |
| 2010 |                                | Sunshine (rövidfilm)                          | Alison                              |                      |
| 2010 | Így neveld a sárkányodat       | How to Train Your Dragon                      | Flegma (hangja)                     |                      |
| 2011 | Gnómeó és Júlia                | Gnomeo & Juliet                               | Nanette (hangja)                    | Kiss Erika           |
| 2011 | Hisztéria                      | Hysteria                                      | Fanny                               |                      |
| 2011 | Karácsony Artúr                | Arthur Christmas                              | Bryony (hangja)                     | Murányi Tünde        |
| 2012 | Kalózok! – A kétballábas banda | The Pirates! In an Adventure with Scientists! | meglepően telt idomú kalóz (hangja) |                      |
| 2013 | Street Dance – All Stars       | All Stars                                     | Gina                                |                      |
| 2014 |                                | Small Time                                    | Gail                                |                      |
| 2015 | A homár                        | The Lobster                                   | kekszes nő                          | Urbanovits Krisztina |
| 2015 | Barney Thomson legendája       | The Legend of Barney Thomson                  | June Robertson detektívfelügyelő    | Bertalan Ágnes       |
| 2018 |                                | Sherlock Gnomes                               | Nanette (hangja)                    | Kiss Erika           |
| 2019 | Így neveld a sárkányodat 3.    | How to Train Your Dragon: The Hidden World    | Flegma (hangja)                     | Voice                |
| 2019 | Susi és Tekergő                | Lady and the Tramp                            | Jock (hangja)                       |                      |
| 2022 | Karácsony a farmon             | Christmas On Mistletoe Farm                   | Ms. Fletcher                        | Braun Rita           |

### Televízió
| Év        | Magyar cím                           | Eredeti cím                                  | Szerep                                              | Megjegyzések                                  |
| --------- | ------------------------------------ | -------------------------------------------- | --------------------------------------------------- | --------------------------------------------- |
| 1990      |                                      | City Lights                                  | Moira                                               | 1 epizód                                      |
| 1992–1993 |                                      | Rab C. Nesbitt                               | lány / Sheena                                       | 2 epizód                                      |
| 1993      |                                      | Screen One                                   | Claire Donnelly                                     | 1 epizód                                      |
| 1994      |                                      | May to December                              | Rosie / Rosie McConnachy                            | 6 epizód                                      |
| 1994      |                                      | The Tales of Para Handy                      | Catriona MacLean                                    | 1 epizód                                      |
| 1994      |                                      | Takin' Over the Asylum                       | Kathleen                                            | 1 epizód                                      |
| 1994–1995 |                                      | Roughnecks                                   | Heather                                             | 13 epizód                                     |
| 1994–1997 |                                      | The Bill                                     | Diane Wyre / Kate Selby                             | 2 epizód                                      |
| 1995      | Kopasz krapek                        | The Baldy Man                                | fodrász                                             | 1 epizód                                      |
| 1995      |                                      | Waiting                                      | Amanda Cookson                                      | tévéfilm                                      |
| 1995      |                                      | Temp                                         | Eileen                                              | tévéfilm                                      |
| 1995      |                                      | Capital Lives                                | Eileen                                              | 1 epizód                                      |
| 1996      |                                      | The Big Picnic                               | Nessie                                              | tévéfilm                                      |
| 1996      |                                      | Bad Boys                                     | Morag                                               | 6 epizód                                      |
| 1996–2004 | Baleseti sebészet                    | Casualty                                     | Jess / Stella                                       | 3 epizód                                      |
| 1997      |                                      | Dangerfield                                  | Michelle Thomson                                    | 1 epizód                                      |
| 1998–2000 |                                      | City Central                                 | PC Sue Chappell                                     | 31 epizód                                     |
| 1998      |                                      | Mortimer's Law                               | Naomi Childs                                        | 1 epizód                                      |
| 2000      | EastEnders                           | EastEnders                                   | Fiona Morris                                        | 5 epizód                                      |
| 2001      |                                      | Rebus                                        | Mhairi Henderson                                    | 1 epizód                                      |
| 2001–2003 | Műszak után                          | Clocking Off                                 | Babs Leach / Babs Fisher                            | 6 epizód                                      |
| 2002      | Törvényen kívül                      | Outside the Rules                            | Dawn Deacon                                         | tévéfilm                                      |
| 2002      |                                      | Breeze Block                                 | Leanne                                              | 5 epizód                                      |
| 2003      |                                      | Coming Up                                    | Rachel                                              | 1 epizód                                      |
| 2003      | A néma szemtanú                      | Silent Witness                               | DI Becky Metcalf                                    | 2 epizód                                      |
| 2003      |                                      | Sweet Medicine                               | Faye Brooks                                         | 5 epizód                                      |
| 2005      |                                      | Meet the Magoons                             | rendőrnő                                            | 1 epizód                                      |
| 2005      | Taggart felügyelő                    | Taggart                                      | Agatha Ferry                                        | 1 epizód                                      |
| 2005–2007 | Futottak még…                        | Extras                                       | Maggie Jacobs                                       | - 13 epizód - magyar hangja: - Györgyi Anna   |
| 2006      |                                      | Eleventh Hour                                | Rachel Young                                        | 4 epizód                                      |
| 2006–2010 | Ki ez a lány?                        | Ugly Betty                                   | Christina McKinney                                  | 66 epizód                                     |
| 2007–2015 |                                      | Embarrassing Bodies                          | narrátor                                            | dokumentumsorozat                             |
| 2009      |                                      | No Holds Bard                                | Isobel                                              | tévéfilm                                      |
| 2009–2010 | Szerencsés véletlen                  | Accidentally on Purpose                      | Olivia                                              | 18 epizód                                     |
| 2010      |                                      | Accidental Farmer                            | Erin Taylor                                         | tévéfilm                                      |
| 2011      |                                      | The Reckoning                                | Sally Wilson                                        | minisorozat (2 epizód)                        |
| 2013      | Szerelem és házasság                 | Love and Marriage                            | Sarah Paradisa                                      | 6 epizód                                      |
| 2013      | A szabadítóművész                    | The Escape Artist                            | Kate Burton                                         | minisorozat (3 epizód)                        |
| 2014      | Agatha Raisin – A spenótos halálpite | Agatha Raisin and the Quiche of Death        | Agatha Raisin                                       | - próbaepizód - magyar hangja: - Györgyi Anna |
| 2014–     | Agatha Raisin                        | Agatha Raisin                                | Agatha Raisin                                       | - főszereplő - magyar hangja: - Györgyi Anna  |
| 2015–2019 |                                      | Catastrophe                                  | Fran                                                | 18 epizód                                     |
| 2017      |                                      | Love, Lies & Records                         | Kate Dickenson                                      | 6 epizód                                      |
| 2018–2020 | Kacsamesék                           | DuckTales                                    | Danny McDuck / Agnes McDuck / Downy McDuck (hangja) | 2 epizód                                      |
| 2019–2022 | After Life – Mögöttem az élet        | After Life                                   | Emma                                                | 18 epizód                                     |
| 2019      | Bízz bennem                          | Trust Me                                     | Debbie Dorrell                                      | 4 epizód                                      |
| 2021      |                                      | Inside The Balmoral: Scotland's Finest Hotel | narrátor                                            | dokumentumsorozat                             |
| 2021      | Bűbájtábor                           | Summer Camp Island                           | Miss Mary (hangja)                                  | 1 epizód                                      |
| 2022      |                                      | The Airport: Back in the Skies               | narrátor                                            | dokumentumsorozat                             |
| 2022      |                                      | Mayflies                                     | Anna                                                | 2 epizód                                      |
| 2023–     | Shetland                             | Shetland                                     | DI Ruth Calder                                      | főszereplő                                    |

## Fordítás
- Ez a szócikk részben vagy egészben  a   Tomcats (2001 film) című angol Wikipédia-szócikk ezen változatának fordításán alapul.  Az eredeti cikk szerkesztőit annak laptörténete sorolja fel. Ez a jelzés csupán a megfogalmazás eredetét és a szerzői jogokat jelzi, nem szolgál a cikkben szereplő információk forrásmegjelöléseként.